# Everett Sanders

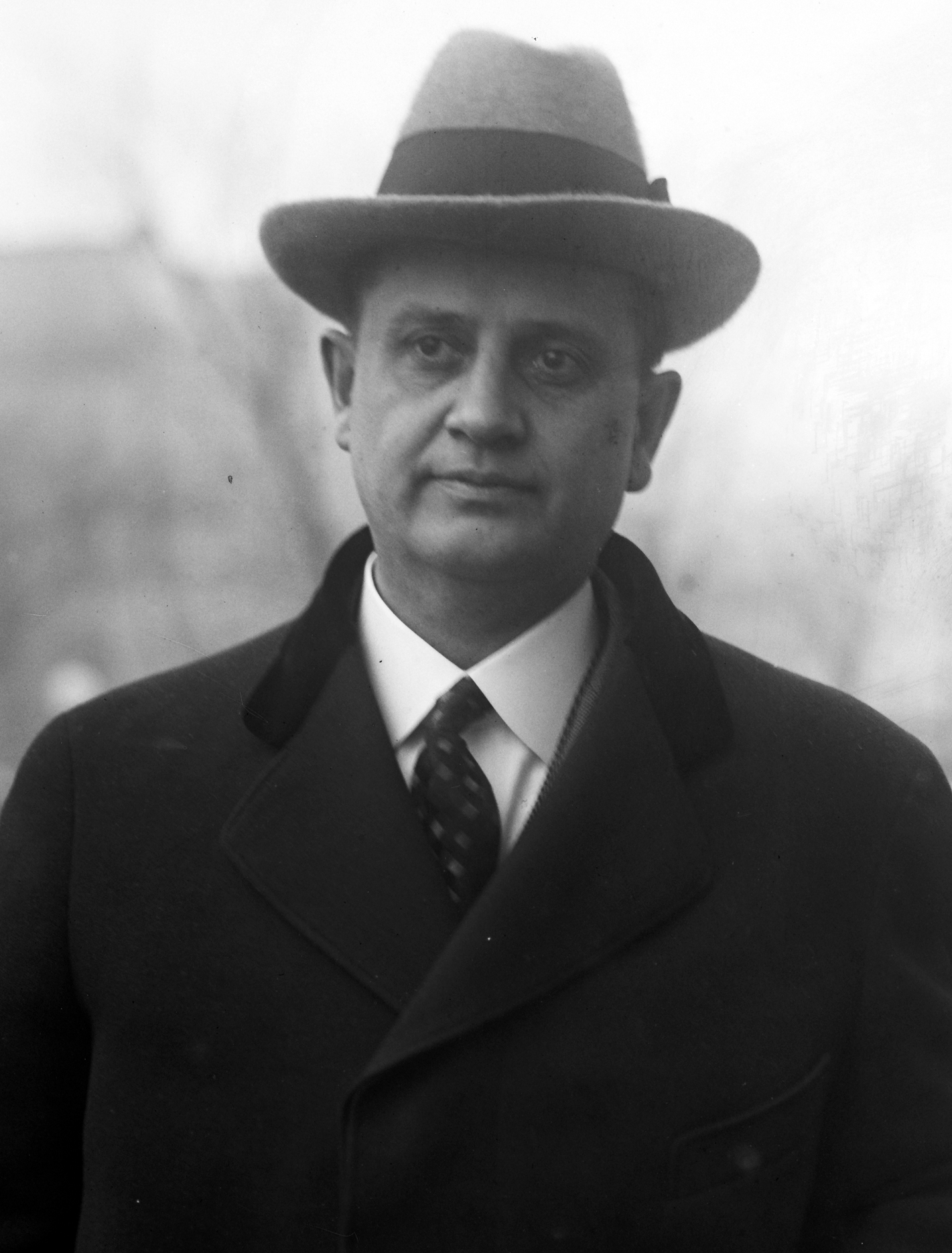
Everett Sanders (1925)

James Everett Sanders (* 8. März 1882 in Coalmont, Clay County, Indiana; † 12. Mai 1950 in Washington, D.C.) war ein US-amerikanischer Politiker. Zwischen 1917 und 1925 vertrat er den Bundesstaat Indiana im US-Repräsentantenhaus.

## Werdegang
Everett Sanders besuchte die öffentlichen Schulen seiner Heimat und danach die Indiana State Normal School in Terre Haute. Nach einem anschließenden Jurastudium an der Indiana University in Bloomington und seiner im Jahr 1907 erfolgten Zulassung als Rechtsanwalt begann er in Terre Haute in diesem Beruf zu arbeiten. Gleichzeitig schlug er als Mitglied der Republikanischen Partei eine politische Laufbahn ein.
Bei den Kongresswahlen des Jahres 1916 wurde er im fünften Wahlbezirk von Indiana in das US-Repräsentantenhaus in Washington gewählt, wo er am 4. März 1917 die Nachfolge des Demokraten Ralph W. Moss antrat. Nach drei Wiederwahlen konnte er bis zum 3. März 1925 vier Legislaturperioden im Kongress absolvieren. In diese Zeit fiel der Erste Weltkrieg. In den Jahren 1919 und 1920 wurden der 18. und der 19. Verfassungszusatz verabschiedet. 1924 verzichtete Sanders auf eine erneute Kandidatur.
Im Jahr 1925 fungierte er als Director of the Speakers’ Bureau im Republican National Committee. Zwischen 1925 und 1929 war er Privatsekretär von Präsident Calvin Coolidge; von 1932 bis 1934 stand er schließlich dem Organisationsgremium seiner Partei als Chairman vor. Danach praktizierte er in der Bundeshauptstadt Washington als Anwalt. Dort ist er am 12. Mai 1950 auch verstorben. Er wurde in Terre Haute beigesetzt.